# WASP-103 b
WASP-103 b — экзопланета, обращающаяся вокруг звезды WASP-103 в созвездии Геркулеса на расстоянии (470 ± 35) пк от Земли. Планета является представителем горячих газовых гигантов.

## Открытие
13 января 2014 года обзор по поиску экзопланет SuperWASP сообщил об открытии очередного транзитного газового гиганта.

## Характеристики планеты
WASP-103 b — горячий газовый гигант, обращающийся вокруг звезды WASP-103. Период обращения составляет всего 22,2 часа. Эксцентриситет орбиты составляет 0,065. Большая полуось равна (0,0199 ± 0,0002) а. е. По расчетам ученых, открывших планету, расстояние между звездой и WASP-103 b всего на (16 ± 5) % превышает размер предела Роше, то есть области, внутри которой планета-гигант будет разрушена приливными силами звезды. Масса планеты оценивается в (1,49 ± 0,09) MJ, радиус — в (1,53 +0,07/-0,05) RJ, что приводит к средней плотности (0,55 +0,06/-0,07) г/см3. Температура планеты оценивается в 2 508 К. Форма планеты под действием приливных сил должна сильно отличаться от сферической.

## Родительская звезда
WASP-103 представляет собой звезду спектрального класса F8 V. Масса звезды оценивается в (1,22 ± 0,04) солнечных масс, радиус — в (1,44 ± 0,05) солнечного. Светимость звезды превышает светимость Солнца в 2,59 раза. Температура WASP-103 оценивается в (6 110 ± 160_ К. Металличность звезды (0,06 ± 0,13) [Fe/H]. Возраст WASP-103 оценивается в (4 ± 1) млрд лет. Звезда находится в созвездии Геркулеса. Видимая звёздная величина равна 12,1 mV.